# Majorita
La majorita es un mineral de la clase de los nesosilicatos, y dentro de esta pertenece al llamado "grupo de los granates". Fue descubierta en 1970 en un meteorito caído en Eucla (Australia), siendo nombrada en honor del científico Alan Major. Un sinónimo es su nombre clave: IMA1969-018.

## Características químicas
Es un silicato del tipo nesosilicato de magnesio y hierro, que como todos los del grupo de los granates cristaliza en sistema cúbico.
Forma una serie de solución sólida con el granate piropo (Mg3Al2(SiO4)3), en la que la sustitución gradual del hierro por aluminio va dando los distintos minerales de la serie.
Además de los elementos de su fórmula, suele llevar como impurezas: aluminio, cromo, níquel, calcio y sodio.

## Formación y yacimientos
Se forma a partir de piroxeno, olivino o vidrio inducido por choque, de tengan alto contenido en aluminio y bajo en calcio, mediante el metamorfismo por impacto de alta presión en la caída de meteoritos.
Suele encontrarse asociado a otros minerales como: piroxeno, ringwoodita, olivino, camacita, goethita o troilita.